# Leustojärvi
Leustojärvi är en sjö i Finland. Den ligger i kommunen Muonio i landskapet Lappland, i den norra delen av landet, 900 km norr om huvudstaden Helsingfors. Leustojärvi ligger 258,8 meter över havet. Den ligger vid sjön Äkäsjärvi. Arean är 48 hektar och strandlinjen är 3,88 kilometer lång. Sjön  ingår i Torne älvs huvudavrinningsområde. 